# Mnichovice
Mnichovice  er en by i distrtiktet Prag-Øst i den tjekkiske region Centralbøhmen i Tjekkiet, med omkring 1.400 indbyggere. Landsbyerne Božkov and Myšlín  er en del af kommunen.

## Geografi
Mnichovice ligger omkring 17 km sydøst for Prag. Den ligger i Benešov-højlandet. Det højeste punkt er 478 meter over havets overflade. Mnichovka-strømmen løber gennem byen.

## Historie
Den første skriftlige omtale af Mnichovice er fra 1134. Landsbyen blev grundlagt af munke fra Sázava-klostret, som her grundlagde en romansk basilika i 1140. I 1420 blev Mnichovice en markedsby. Efter at klosteret blev erobret af husitterne i 1421, blev købstaden deres ejendom, hvorefter den blev overtaget af Kostka af Postupice-familien i 1422. Mnichovice blev slemt beskadiget af brande i 1531 og 1631, og den blev også ødelagt under Trediveårskrigen i 1638. Yderligere brande beskadigede købstaden i 1746, 1751 og 1865-1872.
Mnichovices vartegn er Jomfru Marias Fødselskirke. Den oprindelige romanske kirke blev ombygget i gotisk stil omkring 1330, og derefter blev den ombygget i barokstil i 1746-1754.